# Waibstadt
Waibstadt è un comune tedesco di 5 736 abitanti, situato nel land del Baden-Württemberg.